# Gobierno de Norte de Santander

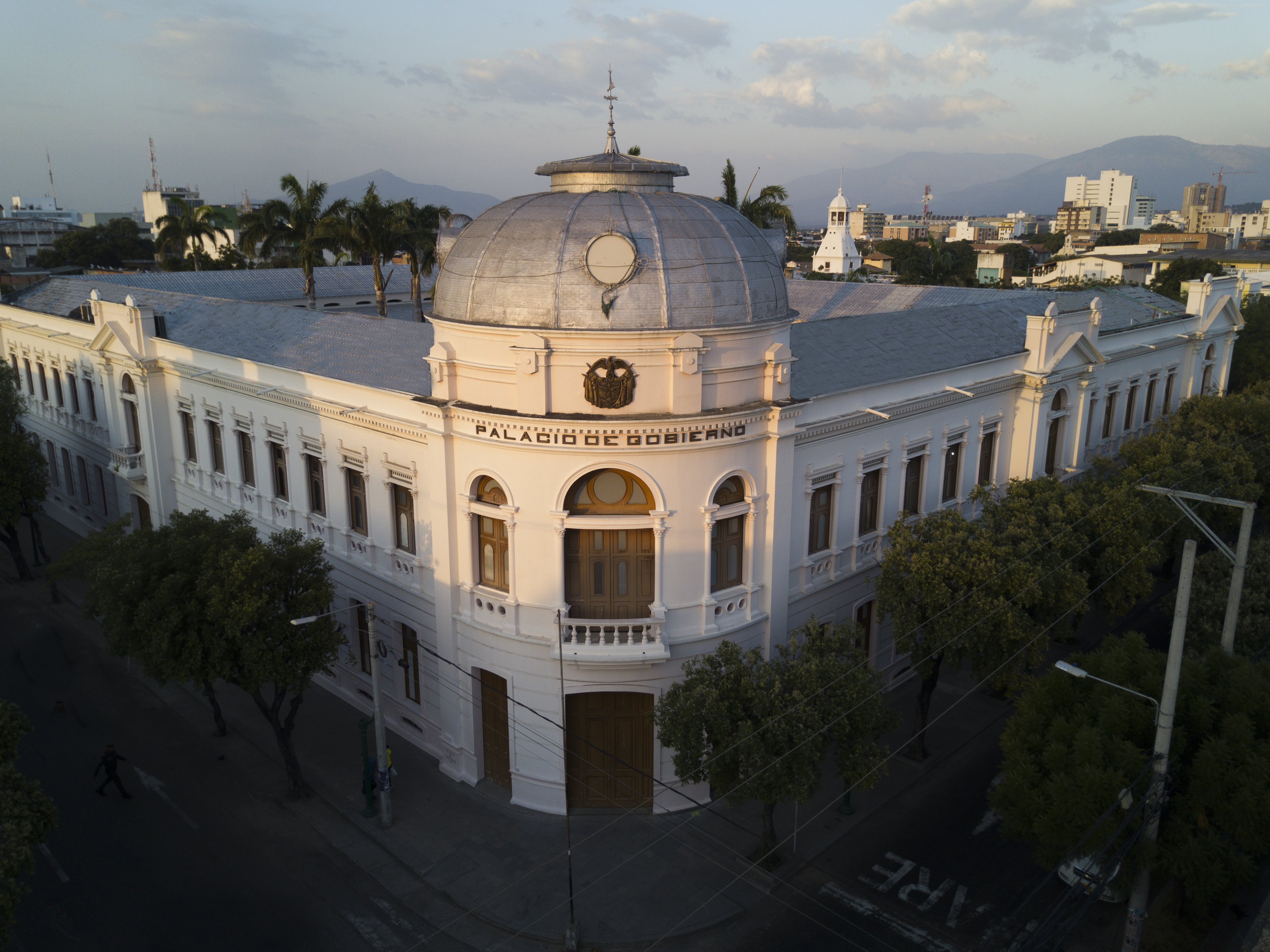
Palacio de la Gobernación en Cúcuta

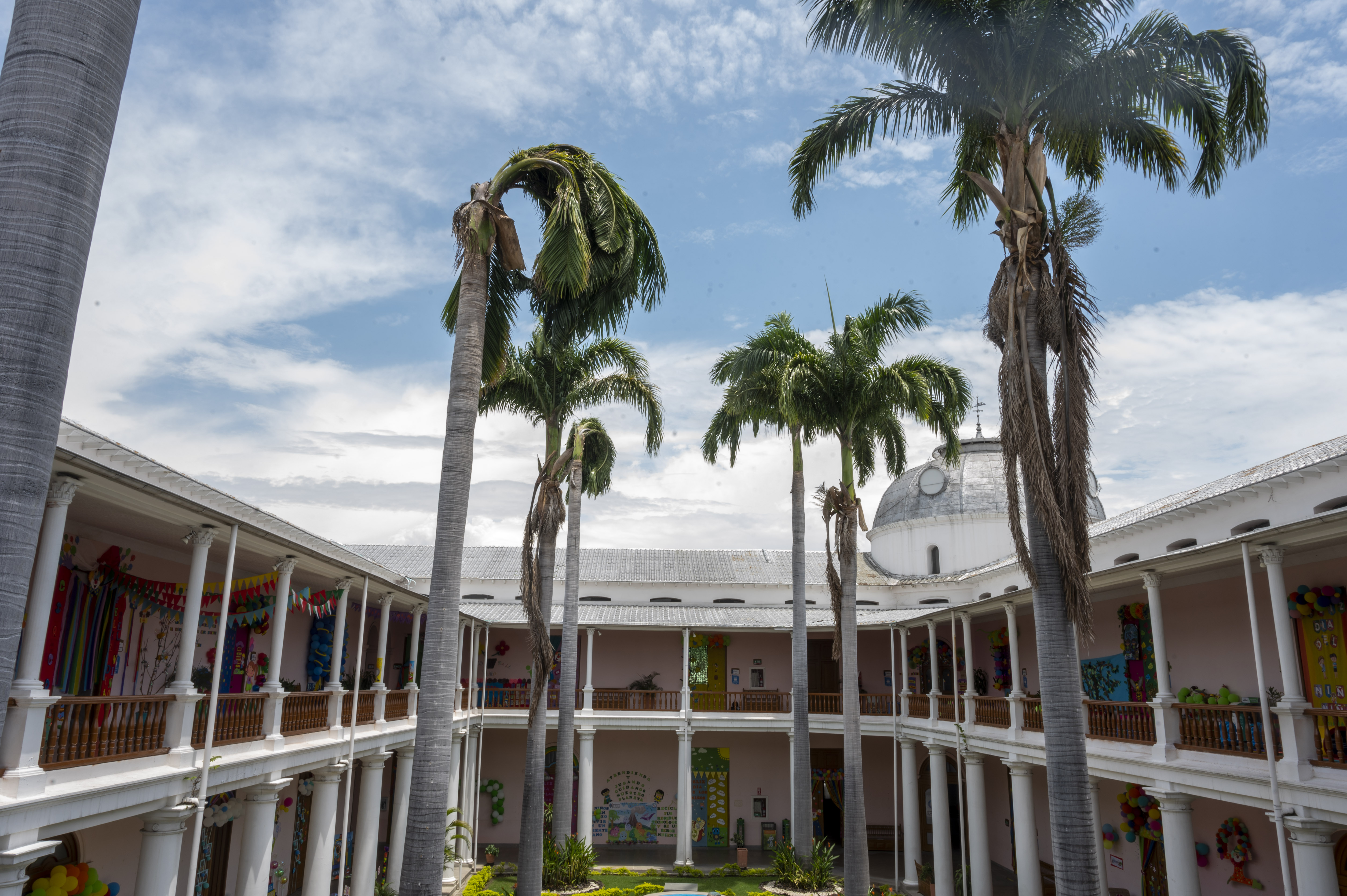
Fuente en la primera planta del palacio

Norte de Santander es uno de los 32 departamentos de Colombia. Su administración (al igual que la de los otros departamentos) está a cargo de un gobernador y una asamblea, que representan a la rama ejecutiva y legislativa respectivamente en el departamento. Este territorio alberga 40 municipios, incluyendo a Cúcuta, la capital la capital y son gobernados por un alcalde y un consejo.
La Asamblea departamental es una corporación de elección popular, integrada por no menos de once miembros y no más de treinta y uno. Sus miembros se llaman diputados, y son elegidos cada cuatro años en calidad de servidores públicos. Actualmente cuenta con 13 miembros.
Por tradición, en Norte de Santander habían predominado para las elecciones los partidos políticos liberal y conservador. Pero, especialmente en Cúcuta, esta tendencia terminó hace poco. Las elecciones legislativas de 2006 dejaron como tendencia a elegir, no sólo según los partidos, sino también según los programas del candidato a la posición pública.
Actualmente el gobierno de Norte de Santander esta a la cabeza William Villamizar Laguado.
Secretarias departamentales
- Secretaria Privada
- Secretaria General
- Secretaria Interior
- Secretaria Jurídica
- Secretaria Planeación Departamental
- Secretaria Agricultura
- Secretaria Vías y Transporte
- Secretaria de Hacienda
- Secretaria de Educación
- Secretaria de Cultura y Turismo